# Explorer 39

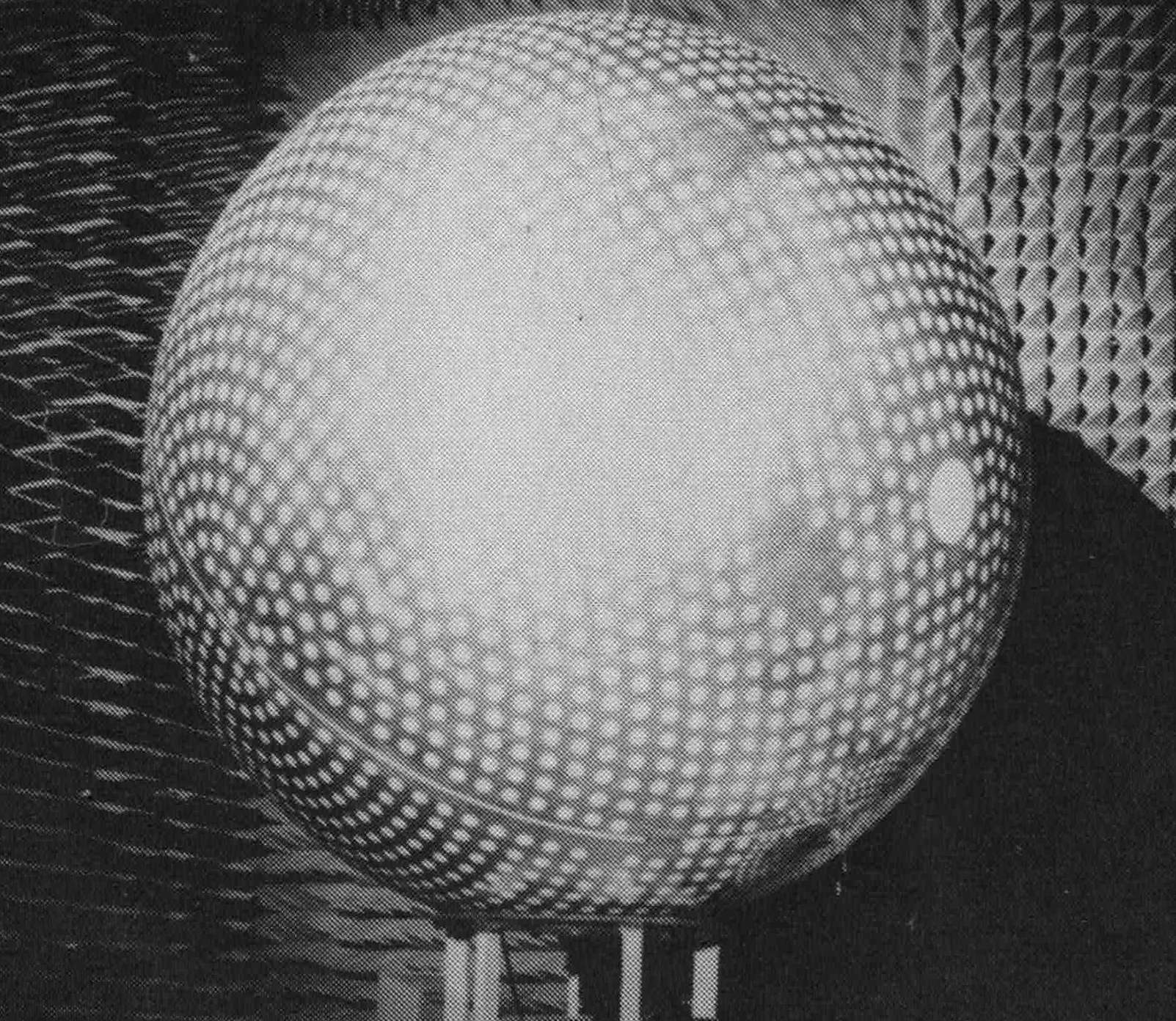
Explorer 39.

Explorer 39, também denominado de AD-C (Air Density C), foi um satélite científico da NASA pertencente à série de satélites Air Density lançado em 8 de agosto de 1968 a partir da Base da Força Aérea de Vandenberg a bordo de um foguete Scout B.

## Características
O Explorer 39 foi o quarto de uma série de satélites esféricos de 3,6 metros de diâmetro dedicados a determinar a densidade da atmosfera superior. Foi lançado junto com o Explorer 40 e injetado em uma órbita inicial de 2522 km de apogeu e 680 km de perigeu com uma inclinação orbital de 80,6 graus e um período orbital de 118,2 minutos.
A esfera do satélite era formada por camadas alternadas de alumínio e mylar. Sobre a camada externa, de alumínio, havia círculos brancos de 5,1 cm de diâmetro para o controle térmico. O Explorer 39 fez dois tipos de experimentos de densidade, implicando um deles o estudo sistemático da variação da densidade e o outro aplicado a variações não sistemáticas. As densidades derivavam-se do acompanhamento do satélite através de uma baliza a bordo que emitia a 136,620 MHz de frequência e por meios óticos. A baliza deixou de emitir em junho de 1971.
O Explorer 39 reentrou na atmosfera em 22 de junho de 1981.